# Chiesa cattolica in Suriname
La Chiesa cattolica in Suriname è parte della Chiesa cattolica in comunione con il vescovo di Roma, il papa.

## Demografia
Lo stato di Suriname ha una superficie di 163.270 km² e una popolazione censita di 433.998 abitanti (2001). Il cristianesimo è la religione più diffusa nella repubblica. In base al censimento del 2001 il cattolicesimo costituiva la terza confessione religiosa del Paese con il 22,8% della popolazione totale, preceduta dall'induismo con il 27,4% e dal protestantesimo con il 25,2%.

## Storia
I primi missionari a toccare queste terre furono i Francescani nel 1683, ma la durezza del clima non favorì l'arrivo di altri sacerdoti, così che fino al 1786 il Paese fu totalmente abbandonato dalle missioni cattoliche. A partire dal 1786 alcuni sacerdoti secolari aprirono un centro missionario, ma ben presto dovettero fuggire per l'opposizione dei ministri di culto delle altre confessioni cristiane. Quando nel 1816 il territorio passò nelle mani degli Olandesi, fu garantita la libertà di culto. Questo fu il vero punto di partenza dell'evangelizzazione cattolica di quello che oggi è chiamato Suriname. Nel 1817 fu eretta la prefettura apostolica della Guyana olandese, che divenne vicariato apostolico nel 1842: la missione fu affidata in modo speciale ai Redentoristi. Il 7 maggio 1958 il vicariato apostolico fu elevato al rango di diocesi.

## Organizzazione ecclesiastica
Oggi, nello Paese esiste una sola circoscrizione ecclesiastica cattolica, la diocesi di Paramaribo, suffraganea dell'arcidiocesi di Porto di Spagna in Trinidad e Tobago.
L'episcopato locale è membro di diritto della Conferenza Episcopale delle Antille.

## Nunziatura apostolica
La nunziatura apostolica del Suriname è stata istituita il 16 febbraio 1994, separandola dalla delegazione apostolica nelle Antille. Il nunzio risiede a Port of Spain, in Trinidad e Tobago.

### Nunzi apostolici
- Eugenio Sbarbaro (13 luglio 1994 - 26 aprile 2000 nominato nunzio apostolico in Serbia e Montenegro)
- Emil Paul Tscherrig (20 gennaio 2001 - 22 maggio 2004 nominato nunzio apostolico in Corea)
- Thomas Edward Gullickson (15 dicembre 2004 - 21 maggio 2011 nominato nunzio apostolico in Ucraina)
- Nicola Girasoli (29 ottobre 2011 - 16 giugno 2017 nominato nunzio apostolico in Perù)
- Fortunatus Nwachukwu (9 marzo 2018 - 17 dicembre 2021 nominato osservatore permanente della Santa Sede presso l'Ufficio delle Nazioni Unite ed Istituzioni specializzate a Ginevra e l'Organizzazione mondiale del commercio e rappresentante della Santa Sede presso l'Organizzazione internazionale per le migrazioni)
- Santiago De Wit Guzmán, dal 30 luglio 2022